# Frühling auf dem Eis
Frühling auf dem Eis (Arbeitstitel: Die Zukunft tanzt) ist ein österreichischer Eisrevue-Film von Johannes Mario Simmel aus dem Jahr 1950 (Filmpremiere 1951). Es ist der einzige Spielfilm, in dem eine österreichische Eiskunstläuferin von Weltgeltung eine Hauptrolle spielte.

## Handlung
Direktor Gordon wirft die begabte Eistänzerin Eva aus seiner Eisrevue, weil ihr Publikumserfolg größer ist als jener seiner Ehefrau, des eifersüchtigen Stars Alida. Auch Kollegen, die sich für Eva einsetzen, werden entlassen. Rundfunkreporter Thomas Haller versucht, Eva und ihren Kollegen mit einem Freiluftprogramm zu anderen Auftrittsmöglichkeiten zu verhelfen. Ein Wolkenbruch lässt jedoch während der Vorbereitungen die Eisdecke des Sees schmelzen. Erst als das gesamte Ensemble des Revueveranstalters streikt, um den Kollegen zu helfen, kann die neue Revue Frühling auf dem Eis starten. Diese wird ein rauschender Erfolg, und Thomas kann Evas Herz erobern.

## Musik
Als Komponisten wurden Nico Dostal und der Hanns Elin verpflichtet. Hinter dem Pseudonym Elin verbarg sich der Zwölftöner Hanns Jelinek, der nicht offiziell mit Unterhaltungsmusik in Verbindung gebracht werden wollte.

## Produktionsnotizen
Der Film wurde in den Rosenhügel-Filmstudios gedreht. Die Außenaufnahmen entstanden auf dem Flughafen Wien-Schwechat.
Die Wiener Eisrevue nützte ihre Tourneepause im Sommer des Jahres 1950 für die Dreharbeiten ihres ersten Spielfilms. Ziel war es vor allem, die tänzerischen Leistungen des Ensembles mit Eva Pawlik an der Spitze (Olympiazweite 1948 und Europameisterin 1949) einem noch größeren Publikumskreis näherzubringen, als das durch die Europatourneen der Wiener Eisrevue mit etwa 300 Vorstellungen pro Jahr möglich war. Frühling auf dem Eis ist der erste von 7 Spielfilmen, die mit der Wiener Eisrevue gedreht werden sollten.
Die Rosenhügelstudios lagen in der Besatzungszeit Österreichs im sowjetischen Sektor, weshalb der Film in vielen Sprachen, nicht aber englisch synchronisiert wurde.
Die spätere Doppel-Olympiasiegerin im Paarlauf Ljudmila Jewgenjewna Beloussowa sah den Film in der Sowjetunion in der russischen Synchronfassung. Frühling auf dem Eis und Eva Pawlik waren für sie das ausschlaggebende Moment, den Eiskunstlauf – relativ spät – zu erlernen.
Auf Grund gewisser Parallelitäten in Handlung und Ausstattung galt der Streifen Frühling auf dem Eis, wenngleich im Sommer gedreht, – im Hinblick auf Handlung und Sportart – als winterlicher Zwilling des Spielfilms Das Kind der Donau mit Marika Rökk (ebenfalls unter der Regie Georg Jacobys). Frühling auf dem Eis war nach Das Kind der Donau der zweite Farbfilm in der österreichischen Filmgeschichte.
Die Uraufführung erfolgte am 10. Februar 1951 in Wien, die deutsche Erstaufführung am 6. März 1951 in Berlin-Ost. In der Bundesrepublik kam der Film am 25. Mai 1951 in München in die Kinos, wurde aber kurz danach wegen fehlender Importlizenz zurückgezogen. Erst ab Dezember 1952 kam er hier erneut zum Einsatz.

## Kritik
Die Rahmenhandlung (Buch: Johannes Mario Simmel) wurde in den Kritiken meist als farb- und einfallslos bewertet, während die Leistungen der Wiener Eisrevue unter der künstlerischen Leitung von Will Petter durchgehend größtes Lob erhielten. Einige Kommentatoren hielten Eva Pawlik, die ihre Rolle meisterte, ohne je Schauspielunterricht genossen zu haben, für eine vielversprechende darstellerische Begabung. Daher erhielt die Europameisterin einige weitere Filmangebote, die sie jedoch ablehnte, weil sie dem Eiskunstlauf treu bleiben wollte. Ihre Entscheidung stellte sich als richtig heraus: Sie entwickelte sich bei der Wiener Eisrevue und der deutschen Scala Eisrevue laut Morris Chalfen, dem Boss des Konkurrenzunternehmens Holiday On Ice, zur größten Showläuferin, die Europa seit der dreifachen Olympiasiegerin Sonja Henie hervorgebracht hatte.
Die Presse, 7. Februar 1951:
„Eva Pawliks Eislaufkünste sind weltbekannt, aber auch schauspielerisch wirkt sie nicht schwächer als ihre Gegenspielerin Herta Mayen.“
Neues Österreich, 7. Februar 1951:
„Die Rahmenhandlung dieses ersten Films mit der Wiener Eisrevue zu erzählen, erübrigt sich. Sie ist so banal, so einfallslos, so durchsichtig. (…) Der Gewinn des Films ist – neben einer Reihe von Revueszenen so voll Musik im Blut und Ideenreichtum, wie er sich auf dem richtigen Eisparkett niemals ausleben könnte – vor allem Eva Pawlik. Außer dem längst über jede Diskussion stehenden technischen Können zeigt uns unsere Eiskönigin vor der Kamera ein bezauberndes Menschenkind, das mit dem Reiz der natürlichen Anmut spielend leicht die Hürden mangelnder Routine nimmt. Endlich ein Gesicht und nicht das Produkt eines Maskenbildners auf der Leinwand. Man hätte, schon aus Höflichkeit, deshalb manch andere Großaufnahme unterlassen sollen, denn mit einer derartigen Konkurrenz kann man es höchstens in der Halbtotale aufnehmen.“
Hamburger Abendblatt, 14. Februar 1952:
„Das spiegelnde Parkett der halbgefrorenen Kunsteisbahn auf dem Wiener Rosenhügel ist der in dezenten Farben funkelnde Austragungsort. (…) Und wer bleibt Sieger? Eva Pawlik, die Pawlikowa des Schlittschuhs. Wir nehmen an, dass auch die Fachleute des Eistanzes vor dieser Wiener Eiskönigin den Hut ziehen werden. Vor ihr und vor ihrer von Dia Luca mit großem Farbgeschmack inszenierten Revue. Das ist wirklich Tanz auf dem Eise, choreographisch und technisch so sicher gemeistert, daß man bisweilen die Schlittschuhe ganz vergißt, auf denen das Ballett dahingleitet. Die Handlung ist dünn, die Personen sind farblos.“
Oberösterreichische Nachrichten, 19. März 1951:
„Wienerische Grazie, spielerische Leichtigkeit, und solides Können geben dem Film, dessen Handlung dagegen schwer abfällt, Schwung. Eva Pawlik, unsere größte Meisterin auf dem Eise, steht im Mittelpunkt und wird ihrer Aufgabe nicht nur auf dem spiegelnden Parkett, sondern auch als Schauspielerin gerecht. Dieser Film ist ein Stückchen österreichischer Kulturgeschichte.“
Die Presse, 17. Februar 1951
„Eva Pawlik und die Wiener Eisrevue zeigen, daß man auch hierzulande einen Revueerfolg starten kann. Der Maßstab Hollywoods ist freilich nicht anzulegen, immerhin steht der gleichfalls in sehr schönen Farben gedrehte Streifen turmhoch über allem, was man sonst in den letzten Jahren in Mitteleuropa als ‚Revue‘ ausgab. Können setzt sich auch hier durch und erreicht gute Effekte. Wir sahen schon manchen Film mit Sonja Henie, der blasser wirkte.“
Wiener Tageszeitung, 8. Februar 1951
„Eine einzige Einstellung faßt das Ballett von oben, sonst betrachtet die Kamera das bunte Bild immer wie auf der Bühne. Eva Pawliks vollendete Eislaufkunst wird ergänzt durch ihre sympathische Natürlichkeit als Herzdame des jungen Journalisten Hans Holt, der ihr gegen die Intrigen der verführerischen Herta Mayen und des dicken Oskar Sima zum Erfolg verhilft. Skraup als Amtsrat gibt eine seiner schrulligen Gestalten.“
Arbeiter-Zeitung, 11. März 1951
„Frühling auf dem Eis bringt die Wiener Eisrevue auf die Leinwand und ist schon deshalb wirklich sehenswert. Es sind bewunderungswürdige Könner, die da in geschmackvollen und originellen Kostümen höchste Eistanzkunst zeigen. Die weiteren Gutpunkte dieses Films sind die besonders hübschen diskreten Farben und die Bekanntschaft mit unserer früheren Europameisterin Eva Pawlik als frischer natürlicher Schauspielerin. Die dünne Rahmenhandlung ist nicht besser und nicht schlechter als in anderen Revuefilmen.“
Salzburger Volkszeitung, 16. April 1951
„Die einmaligen Darbietungen der beliebten und weltbekannten Wiener Eisrevue, die flotte Musik Nico Dostals und Hanns Elins und die meisterhafte Regie Georg Jacobys lassen den Farbfilm den Spitzenproduktionen dieser Art wie z. B. dem seinerzeitigen Streifen ‚Der weiße Traum‘ gleichwertig erscheinen. Eva Pawlik in der Hauptrolle entpuppt sich diesmal auch als eine talentierte und reizende junge Schauspielerin. Bekannte Publikumslieblinge wie Hans Holt, Herta Mayen, Oskar Sima, Karl Skraup tragen noch dazu bei, dem Film zu einem durchschlagenden Erfolg zu verhelfen.“
Demokratisches Volksblatt Salzburg, 16. April 1951:
„Zur Vollendung fehlt freilich die zündende Handlung, der zündende Geist. (…) Eva Pawlik beweist nicht nur ihre blendende Eislaufkunst, sondern gefällt auch durch ihr natürliches Spiel. Hans Holts Charme bezaubert die weiblichen Besucher, während Karl Skraup in der Rolle eines bürokratischen und doch mitfühlenden Beamten ein Kabinettstück liefert.“
Die Wahrheit Graz, 31. März 1951:
„Die Wiener Eisrevue ist der eigentliche Star dieses am Rosenhügel gedrehten Farbfilms. Wenn man angesichts der Wiener Eisrevue von diesem Film behaupten kann, daß er in gutem Sinne internationales Niveau hat, so ist die zusammenhaltende Handlung schon wesentlich dünner. (…) Eine Entdeckung war Eva Pawlik, nicht als Virtuosin des Schlittschuhs, in dieser Funktion ist sie längst weltberühmt, sondern als ungemein charmante, frische schauspielerische Naturbegabung.“

## Fachliteratur
(in der Reihenfolge des Erscheinens)
- Roman Seeliger, Die Wiener Eisrevue. Ein verklungener Traum. hpt Wien 1993, ISBN 3-7004-0680-0
- Ingrid Wendl, Mein großer Bogen. Böhlau Wien 2002
- Rudolf Ulrich, Österreicher in Hollywood. Erweiterte Auflage 2004. Seite 605, ISBN 3-901932-29-1
- pirouette (Internationale Zeitschrift für Eissport und Rollsport) Ausgabe Juli/August 2007, Erinnerungen an Eva Pawlik. Seiten 37–38
- Roman Seeliger, Die Wiener Eisrevue. Einst Botschafterin Österreichs – heute Legende. Bezirksmuseum Wien-Meidling, 2008
- Isabella Lechner, Die Wiener Eisrevue. Diplomarbeit Universität Wien, 2008
- Eva Pawlik and Rudi Seeliger (ausführlicher Artikel von Susan D. Russel über die Lebensgeschichten und Karrieren von Pawlik und Seeliger). In: International Figure Skating Magazine. USA Jänner/Februar 2009.
- Kelli Lawrence, Skating On Air. Unterkapitel: Eva Pawlik – More Than An Overseas Footnote. S. 22f Mc Farland & Company. Jefferson, North Carolina, und London 2011, ISBN 978-0-7864-4608-7
- Isabella Lechner, Wienerinnen, die lesen, sind gefährlich. Kapitel „Eva Pawlik“. Elisabeth Sandmann, Munich 2012
- Die Wiener Eisrevue und ihr größter Star Eva Pawlik (Artikel von Manuela Buyny) In: Pirouette (Internationale Zeitschrift für Eissport und Rollsport) Ausgabe Juli/August 2013.
- Bernhard Hachleitner/Isabella Lechner (Hrsg.), Traumfabrik auf dem Eis. Von der Wiener Eisrevue zu Holiday On Ice. Kapitel 'Großartige Revueszenen und seichte Geschichten", S. 110 ff. Metroverlag Wien 2014, ISBN 978-3-99300-194-0

## Romane
- Siegfried Gränitz, Frühling auf dem Eis – und kein Ende. BoD Norderstedt, ISBN 978-3-8423-7778-3
- Siegfried Gränitz, Ohne Eis kein Preis, ISBN 978-1-326-00168-1